# PGC 12686
LEDA/PGC 12686 (auch NGC 1316A) ist eine linsenförmige Galaxie vom Hubble-Typ S0/a im Sternbild Fornax am Südsternhimmel. Sie ist schätzungsweise 541 Millionen Lichtjahre von der Milchstraße entfernt und hat einen Durchmesser von etwa 110.000 Lichtjahren. Unter der Katalognummer FCCB 186 zählt sie zu den Hintergrundgalaxien des Fornax-Galaxienhaufens.Gemeinsam mit den Galaxien PGC 12687 und PGC 95472 bildet sie ein optisches Galaxientrio.

Im selben Himmelsareal befinden sich u. a. die Galaxien NGC 1316, NGC 1317, NGC 1318, NGC 1326.